# Taylor Tolleson
Taylor Tolleson (Pacific Grove, Californië, 13 juli 1985) is een voormalig Amerikaans wielrenner. Hij kwam in het verleden uit voor Team Slipstream en BMC Racing Team.
Op 23 juli 2009 werd Tolleson, die bekendstond als een supertalent en "de nieuwe Lance Armstrong" werd genoemd, geraakt door een auto. Hierdoor liep hij hersenletsel en een gebroken ruggenwervel op. Ondanks dat de wervel goed geneest heeft hij door het hersenletsel last van geheugenverlies en stemmingswisselingen. Daarnaast heeft hij moeite met focussen. Hierdoor moest hij zijn carrière vroegtijdig beëindigen.
In 2006 nam Tolleson deel aan de Amerikaanse kampioenschappen baanwielrennen bij de elite. Hij werd tweede bij de ploegenachtervolging, samen met Todd Yezefski, Daniel Harm en Jamiel Danesh.
De laatste grote wedstrijd waaraan Taylor Tolleson deel nam was de Ronde van Qatar in 2009. Hij eindigde als 109e in het eindklassement. In de zesde etappe was hij bij een groep van zes renners die een gat hadden geslagen. Slechts twee ronden voor de finish werden ze bijgehaald door het peloton.

## Overwinningen
2005
- 5e etappe Cascade Classic

2007
- 6e etappe Ronde van Toona

2008
- Ronde van Leelanau

## Grote rondes
Geen